# DFW C.V

Silnik Benz Bz.IV eksponowany w MLP w Krakowie

DFW C. V – niemiecki dwupłatowy samolot rozpoznawczo-bombowy, produkowany przez zakłady Deutsche Flugzeug-Werke w Lipsku.
Lotnictwo Polskie miało 63 samoloty tego typu; część z nich to zdobycz wojenna, część pochodziła z zakupów dokonywanych w Niemczech (28 sztuk). W samoloty DFW C.V wyposażono: 4, 5, 6, 8, 11, 12 (była 1 Eskadra Wielkopolska), 2 Eskadrę Wielkopolską, 14 (była 3 Eskadra Wielkopolska), 16 i Toruńską Eskadry Wywiadowcze. Jedyny zachowany kadłub tego samolotu z 1917 roku znajduje się w Muzeum Lotnictwa Polskiego w Krakowie.
Samoloty te budowała także na licencji firma Luft-Verkehrs-Gesellschaft.